# Nomada cleopatra
Nomada cleopatra là một loài Hymenoptera trong họ Apidae. Loài này được Schwarz mô tả khoa học năm 1989.